# Elieser Misrachi

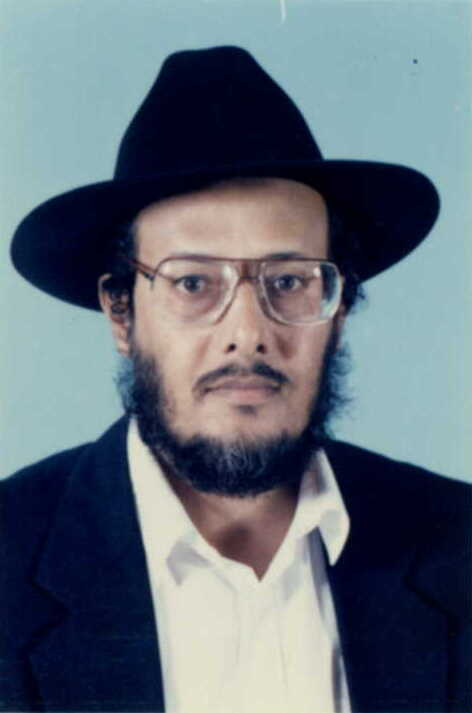
Elieser Mizrachi

Elieser Misrachi, auch Eliezer Misrachi (hebräisch אליעזר מזרחי‎; * 19. April 1945 in Rechovot) ist ein ehemaliger israelischer Politiker, der von 1988 bis 1992 Knessetabgeordneter der Partei Agudat Jisra’el und vom 25. Juni 1990 bis 13. Juli 1992 stellvertretender Gesundheitsminister war.
Danach schloss er sich der Partei Likud an.